# Motte von Granard

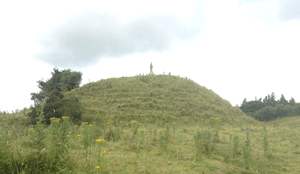
Motte von Granard

Die Motte von Granard wurde im Jahre 1199 als Motte-and-Bailey von dem Anglonormannen Richard Tuite (irisch Risteárd de Tiúit) auf einem Hügel mit Blick auf Granard im County Longford in Irland erbaut. Sein Tod im Jahre 1210 ist in den Annalen der vier Meister verzeichnet. Seine Überreste liegen in der Zisterzienserabtei von Abbeylara, die anscheinend von ihm oder einem seiner Söhne gegründet wurde. Die Motte wurde später als Rath Granard bekannt und diente dem Ó-Fearghail- (O’Farrell-) Clan möglicherweise als Inaugurationsplatz. Seán Ó Fearghail, der hier 1475 vermutlich unmittelbar nach seiner Amtseinführung gestorben ist, wurde ebenfalls in Abbeylara beerdigt.
Offenbar wurde eine der größten Motten Irlands auf einem bestehenden Hügel errichtet. Der Rundhügel ist etwa 9,0 Meter hoch und hat an der Südwestseite eine D-förmige Vorburg mit Graben.